# کوره (صورت فلکی)

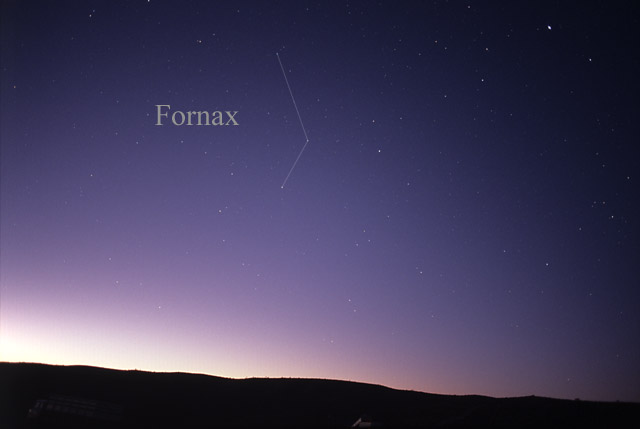
کوره (صورت فلکی)

کوره (به انگلیسی: Fornax) یک صورت فلکی در آسمان جنوب است. این صورت فلکی همجوار با صورهای فلکی نهنگ، سنگتراش، سیمرغ و جوی است.
زمان رسیدن آن به نصف‌النهار :۲۴ آذر - مساحت :۳۹۸ درجه مربع

## افسانه
مبنای نام این صورت فلکی به عنوان فورناکس در قرن هجدهم و از زمانی آغاز شد که منجم فرانسوی، نیکولاس-لوئی دو لاکای آن را کوره شیمیایی نامید. این منجم توانست از ستارگان ضعیف واقع در خمیدگی صورت فلکی نهر این صورت فلکی را بسازد.

## ستاره‌ها
طیف ستاره آلفای فورناکس از نوع F8IV قدرش ۳٫۹ و فاصله آن تا ما ۴۶ سال نوری است.

## اجرام عمقی آسمان
هرچند که این صورت فلکی جایگاه خوشه ستاره‌ای فورناکس است، اما هیچ‌یک از آنها قابل مشاهده با تلسکوپ‌های کوچک نیستند. موقعیت این اجرام در گوشه جنوب شرقی، در مرز نهر و در حدود یک درجه مربع است. این مجموعه شامل حدود ۱۸ کهکشان مارپیچی و بیضوی نزدیک به هم است که قدر آنها از ۱۰ تا ۱۳ متغیر می‌باشد.